# Bătăușii Wasabi
Bătăușii Wasabi, în limba originală denumit Kickin'it este un serial de comedie produs de Disney XD, care a avut premiera în Statele Unite ale Americii pe data de 13 iunie 2011 și pe 5 mai 2012 în România.
Creat și produs de executorul Jim O'Doherty, în serial este vorba de un instructor de karate numit Rudy și cei 5 studenți Jack, Milton, Jerry, Kim și Eddie.
Premiera pentru al doilea sezon a avut loc pe 2 aprilie 2012.
Ultimul episod a avut premiera la 25 martie 2015, iar în România la 1 octombrie 2016.

## Acțiunea
Situată într-un mall, Academia de Arte Marțiale a lui Bobby Wasabi, este cunoscută ca și cel mai performant dojo din lanțul de dojo-uri Bobby Wasabi. Pentru a îmbunătăți imaginea dojo-ului, apare un puști nou în oraș pe nume Jack, care salvează dojo-ul de a mai fi închis. Toți membrii din dojo urmează principiul codului Wasabi: ,,Jurăm pe lumina ochiului dragonului, să fim loiali și sinceri, și să nu spunem în veci mori!.

## Producție
Serialul a fost creat de către Emmy, un producător nominalizat , Jim O'Doherty care și-a început cariera ca scriitor și producător a multor comedii.
Cântecul de început a fost scris de Ali Dee Theodore, Jordan Yaeger, Julian Michael Davis & Jason Gleed.

## Personaje

### Personaje principale
- Jack (Leo Howard) este copilul nou în oraș, cu experiență în arte marțiale. El a învățat karate de la bunicul său, care de asemenea l-a instruit pe Bobby Wasabi. Este mereu loial cu prietenii săi și îi inspiră să încerce ce-i mai bine. Este îndrăgostit de Kim, iar în sezonul 3 ajung să fie împreună.
- Milton (Dylan Riley Snyder) este un elev foarte bun la învățătură, care s-a apucat de karate doar pentru că îl bateau colegii că face lecții de corn francez. El își găsește o iubită asemănătoare lui pe nume Julie.
- Jerry (Mateo Arias) este un lup singuratic care ajunge de fiecare dată în bucluc. Semnătura lui este ,,wooo. În sezonul 2 își face iubită pe Mika, nepoata lui Phil.
- Kim (Olivia Holt) este o fată încrezătoare , maestră în karate. Ea este un fost membru al dojo-ului rival Dragonii Negrii, dar i-a părăsit după ce a aflat că sunt trișori. Ea este îndrăgostită de Jack, și ajunge să fie cu el în sezonul al 3-a.
- Eddie (Alex Christian Jones) este un copil simpatic care face karate ca să se țină în formă. Îi este frică de închiderea dojo-ului, pentru că în felul ăsta o să fie nevoit să se întoarcă la academia de dans a Doamnei King.
- Rudy (Jason Earles) este sensei-ul dojo-ului și cel mai bun prieten al lui Phil. El nu e doar sensei pentru elevii săi... le este în primul rând prieten.

### Personaje secundare
- Mika (Oana Gregory) este nepoata lui Phil și prietena lui Jerry.
- Marge (Loni Dragoste) este doamna de la cantină.
- Lonnie (Peter Oldring) este proprietarul magazinului lumea reptilelor și prietenul lui Rudy.
- Bobby Wasabi (Joel McCrary) este un star de cinema internațional și proprietar al lanțului de dojo-ului Bobby Wasabi.
- Phil (Dan Ahdoot) este proprietarul restaurantului, Falafel lui Phil.
- Joan (Brooke Dillman) este un agent de securitate de la mall.
- Sensei Ty (Ian Reed Kesler) este comandantul Black Dragon și rivalul de Rudy.
- Frank (Wayne Dalglish) este un elev la Liceul Seaford care se antrenează cu Dragonii Negrii. Are o pasiune pentru Kim.
- Julie (Hannah Leigh) este prietena lui Milton și nepoata lui Ty.
- Randy (Evan Hofer) este un student la Liceul Seaford și un patinator talentat.
- Sam (Rio Mangini) este fiul adoptiv al lui Rudy.
- Dra. Bethany Applebaum (Rachel Cannon) este profesoara de igienă la Liceul Seaford și iubita lui Rudy.
- Sidney (Harrison Boxley) este un elev la Liceul Seaford care a fost un rival de-al lui Milton, dar acum este prieten.
- Albert (Jimmy Bellinger) este un tocilar care a fost prieten cu Milton și Sydney, dar a devenit jelos pe Milton. El are o pasiune pentru Kim.

## Sezoane
| Sezon | Episoade | Sezonul Premiera  | Sezonul final     |
| ----- | -------- | ----------------- | ----------------- |
| 1     | 21       | 13 iunie 2011     | 26 martie 2012    |
| 2     | 23       | 02 aprilie 2012   | 03 decembrie 2012 |
| 3     | 22       | 01 aprilie 2013   | 27 ianuarie 2014  |
| 4     | 18       | 17 februarie 2014 | 25 martie 2015    |

## Premiera
Premiera seriei Kickin it a atras aproximativ 873000 spectatori, ceea ce a făcut-o cea mai vizionată premieră din istorie, urmată de I'm in the Band.
1. 1 2 3 4 5 6 7 8 9 10 11 12 13 14 15 16 17 18 19 20  Česko-Slovenská filmová databáze
2. 1 2  Fernsehserien.de, accesat în 30 iunie 2020
3. ↑  Fernsehserien.de, accesat în 30 iunie 2020